# Flugling
Das Einrichten eines Fluglings ist in der Imkerei eine Methode zur vom Imker geführten Neubildung eines Bienenvolks (Ableger). Dabei wird das Bienenvolk im Frühjahr verstellt und den eingeflogenen Bienen, die zum alten Standort ihres Volkes zurückkehren, eine mit Futterwabe, Brutwabe und Mittelwänden ausgestattete Beute angeboten. Die Bienen ziehen aus der offenen Brut Bienenköniginnen nach, von denen die erste nach meist 16 Tagen schlüpft und ihre Schwestern absticht. Nach ihrem Hochzeitsflug beginnt sie mit der Eiablage, womit ein neues Volk begründet wird.
Wird dem Flugling (Ableger) die (Alt)Königin zugegeben, spricht man von einem Königinnen-Flugling.